# Tivi Magnusson
Tivi Magnusson (Aarhus, 30 de setembro de 1942) é um produtor cinematográfico dinamarquês. Como reconhecimento, venceu, no Oscar 2010, a categoria de Melhor Curta-metragem por The New Tenants.